# Zysk i S-ka
Zysk i S-ka – wydawnictwo z siedzibą w Poznaniu przy ulicy Wielkiej na Starym Mieście, założone w 1994 przez Tadeusza Zyska i Aleksandra Szablińskiego, po ich odejściu z wydawnictwa Rebis. W dorobku wydawnictwa jest ponad tysiąc tytułów.

## Historia
Wydawnictwo rozpoczęło działalność od wydawania współczesnej światowej literatury beletrystycznej (seria Kameleon, w ramach której ukazują się bestsellery ostatnich lat). Wydawnictwo wydało m.in. Zaklinacza koni Nicholasa Evansa, Smażone zielone pomidory i Witaj na świecie, Maleńka! Fannie Flagg, Bóg rzeczy małych Arundhati Roy, powieści Thomasa Bergera, Petera Hedgesa, Eriki Jong, Stephena Kinga, Dziennik Bridget Jones oraz W pogoni za rozumem.
Od 2001 roku Zysk i S-ka wydaje także serię Polski Kameleon, w której publikuje polską literaturę powieściową.
Następnie wydawnictwo rozszerzyło swoją ofertę o książki z gatunku science fiction, fantasy i powieści grozy. W roku 1997 opublikowało nowe tłumaczenie Władcy Pierścieni J.R.R. Tolkiena, za które otrzymało nagrodę „Sfinksa” (nagroda przyznawana przez czytelników), a także wydaje cykl książek napisanych na podstawie gry RPG Dragonlance. W 1997 roku wydawnictwo zostało laureatem Złotego Meteora.

## Asortyment
Około 30% ogólnej oferty wydawniczej Zysku i S-ki stanowi literatura popularnonaukowa i naukowa, która publikowana jest w seriach Antropos (nauki humanistyczne) oraz Nebula (nauki przyrodnicze). Dzięki wydawnictwu czytelnik może się zapoznać m.in. z książkami Allana Blooma, Saula Bellowa, Francisa Fukuyamy, Alvina Tofflera, Edwarda O. Wilsona, Stephena Hawkinga, Rogera Penrose’a, Carla Sagana czy Johna Gribbina. W ofercie znajdziemy także książki akademickie z zakresu psychologii, socjologii, pedagogiki i politologii (w 1997 roku ukazała się Psychologia społeczna Elliota Aronsona, Timothy’ego D. Wilsona i Robin M. Akert).